# Майк Помпео
Майкл Річард «Майк» Помпео (англ. Michael Richard «Mike» Pompeo; нар. 30 грудня 1963 року, Оріндж, Каліфорнія) — американський державний діяч, політик. Державний секретар США з 26 квітня 2018 року до 20 січня 2021.
Директор ЦРУ (23 січня 2017 — 13 березня 2018 року).

## Життєпис
В 1986 році закінчив Військову академію США у Вест-Пойнті, а потім протягом 1986—1991 років проходив військову службу в Армії США. Після звільнення працював приватним підприємцем. Заснував компанію Thayer Aerospace. Здобувши в 1994 році ступінь доктора права в Гарвардському університеті, почав працювати у великій юридичній фірмі.
2010 року на виборах до Палати представників у Канзасі Помпео переміг демократа Раджа Гойла з 59 % голосів на загальних виборах. Під час кампанії Помпео здобув $ 80 000 в пожертвах від Koch Industries та його співробітників.
У своїй заявці на перевибори 2012 року Помпео переміг кандидата від Демократичної партії Роберта Тілмана (Mark Tillman) 62 % проти 32 %. Компанія Koch Industries надала компанії Помпео $110 000.
2014 року на виборах вибори Палати представників Сполучених Штатів у Канзасі Помпео переміг демократа Перрі Шакмана з 66,7 % голосів.
2016 року на виборах вибори Палати представників Сполучених Штатів у Канзасі Помпео переміг демократа Daniel B. Giroux з 60,6 % голосів.
18 листопада 2016 року новообраний президент Дональд Трамп оголосив, що призначить Помпео директором Центрального розвідувального управління.
23 січня 2017 року Помпео був підтверджений Сенатом Сполучених Штатів з голосами 66 проти 32. Єдиний республіканський голос проти нього надійшов від Ренда Пола з Кентуккі. Того ж вечора він був приведений до присяги віцепрезидентом Майком Пенсом.
13 березня 2018 року кандидатуру Помпео запропонували на посаду Державного секретаря США.
26 квітня 2018 року Майк Помпео обійняв посаду Держсекретаря США.
25 липня 2018 року Помпео видав Кримську декларацію про невизнання анексії півострова Росією.
14 листопада 2023 року, глобальний оператор цифрових комунікацій VEON оголосив, що колишній держсекретар США Майк Помпео приєднався до Ради директорів «Київстар», як незалежний невиконавчий директор.